# Коваль Степан Йосипович
Степан Йосипович Коваль (псевдо: «Рубаш», «Рубащенко» («Рубашенко»), «Бурлака», «Юрко», «Юрій») (3 січня 1914, с. Корчин, нині Радехівський район, Львівська область — 7 березня 2001, м. Івано-Франківськ) — командир загону «Котловина» у ВО «Турів» (1943—1944).

## Життєпис

### Юні роки. Польські репресії
Степан Коваль народився 3 січня 1914 у с. Корчин Радехівського району на Львівщині в родині селян-середняків. У 1930 р. здобув середню освіту в сільській школі. У 1933 році став активним симпатиком ОУН. Був членом хорового та драматичного гуртків «Просвіти».
З 1936 року служив в артилерії польської армії. Звідти за «читання української літератури» і демонстрацію «обурення пригнобленням українців» потрапив на 5 років до в'язниці.

### Друга світова війна

#### Розвал Польщі
У вересні 1939 року пан Степан вийшов із тюрми, однак, остерігаючись арешту вже радянською владою, яка прийшла на Львівщину, він нелегально перейшов радянсько-німецький кордон. До червня 1941 р. Коваль перебував у Грубешівському районі Люблінського воєводства у с. Жужель і містечку Долматів. У Жужелі організував молодіжну організацію «Січ», яка навчала молодь військовій справі. Там пробув до 1940, потім переїхав до Долматова, де також почав створювати осередок товариства «Січ».

#### Німецько-радянська війна. Початок роботи в ОУН
На початку радянсько-німецької війни Степан Коваль потрапив до Львова. Він хотів здобувати музичну освіту, але для цього потрібно було працювати в українській поліції міста. Кар'єра поліцая не входила в плани Коваля, тому він поїхав до Луцька. Там записався вчитися до німецької сільськогосподарської школи «Ляндвіртшафт». З вересня 1941 р. (за іншими даними — з осені 1942 р.) до березня 1943 р., її очолив. У цьому парамілітарному закладі панувала військова дисципліна. Спудеї поділялися на 3 сотні. Всі ходили в одностроях зеленого кольору, схожих на військові. В цій школі Коваль став членом ОУН(б), після чого «Як шеф школи я … нелегально посилив військову підготовку своїх оунівських кадрів», — згадував Коваль.
Улітку 1942 року в с. Лаврів на Волині Степан познайомився з Косюк Ольгою, і молоді досить швидко вирішили одружитися. Вінчання проходило у лаврівській церкві. За рік цю культову споруду зі всіма документами спалили нацисти.

#### Початок боротьби в лавах УПА
За завданням ОУН(б) у березні 1943 Коваль всю свою школу (приблизно 300—320 осіб) перевів до УПА, разом зі зброєю, яка була в навчальному закладі — 100 гвинтівок. Під псевдом «Рубашенко» він став командиром одного з перших упівських відділів.
Після цього до села Лаврів вдерлися німці. Було спалено усі будівлі і забрано все майно у родини, з якої походила дружина
Коваля. Тому він забрав дружину з собою. Ще рік вона навідувалася до села, а потім пішла і не повернулася.
За спогадами рідного брата Косюк Ольги Дмитра, улітку 1943 року Степан Коваль з автоматом з'явився у Лаврові й запропонував йому піти в УПА. На той час відділу «Рубашенка» вже підпорядковувалася сотня «Богдана»
Упівці потребували поповнення, бо планувалися бої з німцями у селах Гірка Полонка і Котів. Косюк погодився, але впершому ж бою був поранений, довго лікувався у повстанському шпиталі, а потім повернувся жити до знайомих у Лаврів.
За даними Йосипа Кушніра — члена сотні «Богдана» із загону «Рубашенка», «рубашенківці» влітку 1943 року брали участь у погромах колоній Степанська Гута, Рафалівка, Пшебраже. Обставини нападу на Пшебраже роз'яснив сам Степан Коваль. Атака здійснювалася за наказом зверхника «Олега». Це була відплатна акція за винищення поляками українського села Красний Сад у Сенкевичівському районі. Безпосередньої участі в цій сутичці Коваль не брав, тому що перебував у запасній сотні, яка наглядала за обозом.
У середині 1943 року також відбулися бої відділу Коваля з радянськими партизанами у Крижинському лісі, між селом Берестяни і містечком Цумань, у районі сіл Черниж і Журавичі.

#### На чолі загону «Котловина»
З 1943 року до літа-осені 1944 Степан Коваль-«Рубашенко» очолював загін «Котловина». Про точну дату призначення Коваля на цю посаду існують суперечливі дані.
Відомо, що уповноважив його на це представник командування групи УПА ВО «Турів» «Олег».
За однією з версій, подія сталася у листопаді 1943, за результатами наради керівництва УПА на чолі з головним командиром Дмитром Клячківським на Стидинських хуторах (Рівненщина), де було вирішено посилити збройну боротьбу проти СРСР після проходження радянсько-німецького фронту на Захід й покращити політичне виховання бійців УПА.
За іншими даними, «Рубашенко» керував «Котловиною» з літа 1943 р. За спогадами члена загону І. Кушніра, на урочистому огляді сотень загону на лісовій поляні біля с. Бугаї Колківського району Степана Коваля вже вітали як курінного
| «Рубашенко» був вимогливим командиром. Носив англійську військову форму, одягався у зелену шинель, френч, галіфе, пілотку, чоботи, при собі завжди мав “пістолет і німецький автомат”. Виглядав на 30 років, “лице продовгувате, поголене, волосся русяве, довге, зачісував його назад, … середнього зросту, кремезний”. Часто їздив на сірому коні. Командир загону активно “ходив у народ”. На мітингах у селі Гараймівка і містечку Колки він закликав людей приєднуватися до боротьби “… проти німців, поляків і радянської влади за “самостійну Україну”. |

На початку осені загін «Котловина» налічував близько 300 бійців, але постійно поповнювався новобранцями.
Зокрема, організаційно-мобілізаційний референт Луцького надрайону Д. Квятковський («Лев») за короткий час передав туди 600 новозмобілізованих, а також 100 коней і 30 сідел.
За даними НКВС, якщо до початку переходу фронту (початок весни 1944 року) відділ «Рубашенка» складався з 5 сотень і нараховував
загалом 600 бійців, то у квітні того самого року — з 1 сотні (120 чол.).
Загін «Котловина» підготувався до наближення радянсько-німецького фронту на рубежі 1943—1944 років. За вказівкою начальника штабу групи УПА ВО «Заграва» Д. Корінця, він розділився на невеличкі групки, щоб з найменшими втратами перейти фронт у радянський тил. Свою зброю відділ закопав на Літенських хуторах.
Протягом січня-лютого 1944 р. упівці перейшли радянсько-німецький фронт і у радянському тилу (Колківський район Волинської області) знову об'єдналися у загін. З різних причин (бойові втрати, хвороби, дезертирство) відтворилася тільки одна
повноцінна сотня загону «Котловина». Її очолив «Чорнота». Відтоді «Рубашенко» перебував при ній майже увесь час.
Згадана сотня була підпорядкована групі УПА ВО «Заграва». За не виконання розпорядження свого командування про передислокацію на Полісся, «Мороз» — командир загону УПА "«Погром», був арештований, а його відділ був влитий у «Котловину»
.
Загін дуже швидко розрісся до 2-х куренів (у тому числі «Мороза» і «Рибака») і налічував 5 — 6 сотень під командуванням
«Лева», «Босоти» та інших).
Навесні 1944 у лісах між селами Тельчи і Велика Осниця Колківського району «рубашенківці» потрапили у облаву радянської ЧА, повстанці після короткого бою відступили у район «Чортового болота».
Загін «Рубашенка» рейдував у Колківському, Цуманському районах Волинської області і Стидинському та Степанському районах Рівненщини, а в травні вів важкий бій з військами Червоної Армії між колоніями Литвиця і Ромашкове на Степанщині. Однією з сотень цього загону тоді командував «Чорнота». Він, а також «Тихий», були поранені, а «Дубок», «Шпак», «Зелений» та деякі інші повстанські командири загинули.
Далі загін «Рубашенка» передислокувався до Цуманського лісу, бував у Ковельському, Торчинському, Володимир-Волинському, Луцькому, Горохівському районах Волинської області. На Луччині він дав гідну відсіч радянській винищувальній групі. Після 4-годинного
бою та відступила Таких боїв загалом у 1944 р. було багато, іноді навіть декілька за один день.
На рубежі 1944 і 1945 років, щоб врятуватися від постійних переслідувань радянських військових підрозділів, Степан Коваль створив при загоні спецгрупу, яка відвертала на себе увагу ворогів, у той час як кістяк відділу відходив у безпечне місце.
А в квітні 1945 року, на нараді, яку в Котівському лісі провів Крайовий провідник ОУН(б) «Дубовий» (Литвинчук Іван) з командирами місцевого підпілля, структур УПА і СБ з усієї Волині, було вирішено не вступати у відкриті бої з Червоною армією, не робити засідки на дорогах й не заміновувати доріг та мостів, а «зберігати свої сили до окремого розпорядження».

#### Ад'ютант і заступник провідника Північно-західного краю ОУН(б), командира Західної ВО «Завихост»
З червня 1944 р. до осені 1945 р. Степан Коваль під псевдами «Бурлака» і «Юрко» служив ад'ютантом провідника Північно-західного краю ОУН(б), чільного командира Західної ВО «Завихост» і члена Центрального проводу ОУН(б) Івана Литвинчука («Дубовий», «Максим»). Він тісно співпрацював з охороною Литвинчука (дві сотні під командуванням «Сосни»): забезпечував її топографічними картами, продовольством, канцелярським приладдям, контролював пости стеження.
Наприкінці 1944 р. Коваля призначено заступником провідника Північно-західного краю (ПЗК) І.Литвинчука («Дубовий»). Роботи для нього одразу побільшало. У грудні Коваль з «Горіхом» навідалися до Сенкевичівського району за щойно змобілізованими. «Горіх» тоді саме створював диверсійну групу УПА з 200 осіб. Те, що йому це вдалося зробити, переконують радянські джерела: «у січні 1945 р. „бандгрупа Горіха“ біля станції Дубова Корчма на Волині пошкодила 1 км лінії телефонно-телеграфного зв'язку, зрізала 35 стовпів і підірвала ділянку місцевої залізниці».

#### Під підозрою СБ ОУН
На початку 1945 р. Степан Коваль брав участь у рейді по Голобському, Маневицькому, Камінь-Каширському, Цуманському, Колківському районах Волинської області для відновлення тамтешньої оунівської мережі. Приблизно тоді потрапив під підозру працівників Служби безпеки ОУН, в яких з'явилася інформація, що Коваль працює на радянське МДБ. Можливо, винним у цьому був наближений до загону «Рубашенка» В. Гуменюк, якого СБ підозрювало у перлюстрації кореспонденції «Рубашенка» і «Дубового» для радянського партизанського загону Д. Мєдвєдєва
Улітку в селі Гірка Полонка Коваля заарештували за звинуваченням у зв'язках з МДБ і розкладницькій роботі серед охорони Литвинчука, але він зумів утекти з-під варти.

### Життя під чужим іменем. Арешт, табори і подальше життя
Восени 1945 С. Коваль добрався до с. Корчин Радехівського району Львівської області, де переховувався як від СБ ОУН, так і від радянської влади. Наступного року він придбав собі посвідчення переселенця м'я Литвина Дмитра Петровича (у 1944—1946 рр. якраз йшло переселення українців з польських на українські території). Далі влаштувався регентом церковного хору в селі Долматів. З 1949 до 1954 року працював художнім керівником Станиславівського районного будинку культури, неодноразово одержував подяки і нагороджувався грамотами.
Але МГБ вдалося дізнатися про діяльність Степана Коваля у роки Другої світової війни. У 1954 році його засудив військовий трибунал Прикарпатського військового округу на 10 років виправно-трудових таборів за статтями 54-4 і 54-11 Кримінального кодексу УРСР.
Матір Степана Коваль Софія Миронівна і сестра Коваль Ольга Йосипівна були виселені у віддалені області СРСР ще у 1951 р.
П. Степан Коваль відбував покарання 2 роки і 8 місяців. За зразкову поведінку його достроково звільнили. 1956 року з нього зняли
судимість. У зв'язку з процесом реабілітації жертв політичних репресій, які були засуджені радянською владою, за висновком Волинської обласної прокуратури від 15 вересня 1992 року Степана Коваля реабілітовано.